# 福里斯特維爾 (馬里蘭州)
福里斯特維爾是位於美國馬里蘭州佐治王子縣的一個普查規定居民點。

## 人口
根據2020年美國人口普查的數據，該地的面積為10.17平方千米，當中陸地面積為10.17平方千米，而水域面積為0.00平方千米。當地共有人口12831人，而人口密度為每平方千米1,261.65人。